# Saporiske (Krywyj Rih, Sofijiwka)
Saporiske (ukrainisch Запорізьке, russisch Запорожское/Saporoschskoje) ist ein Dorf in der Ukraine mit etwa 400 Einwohnern (Stand 2015).

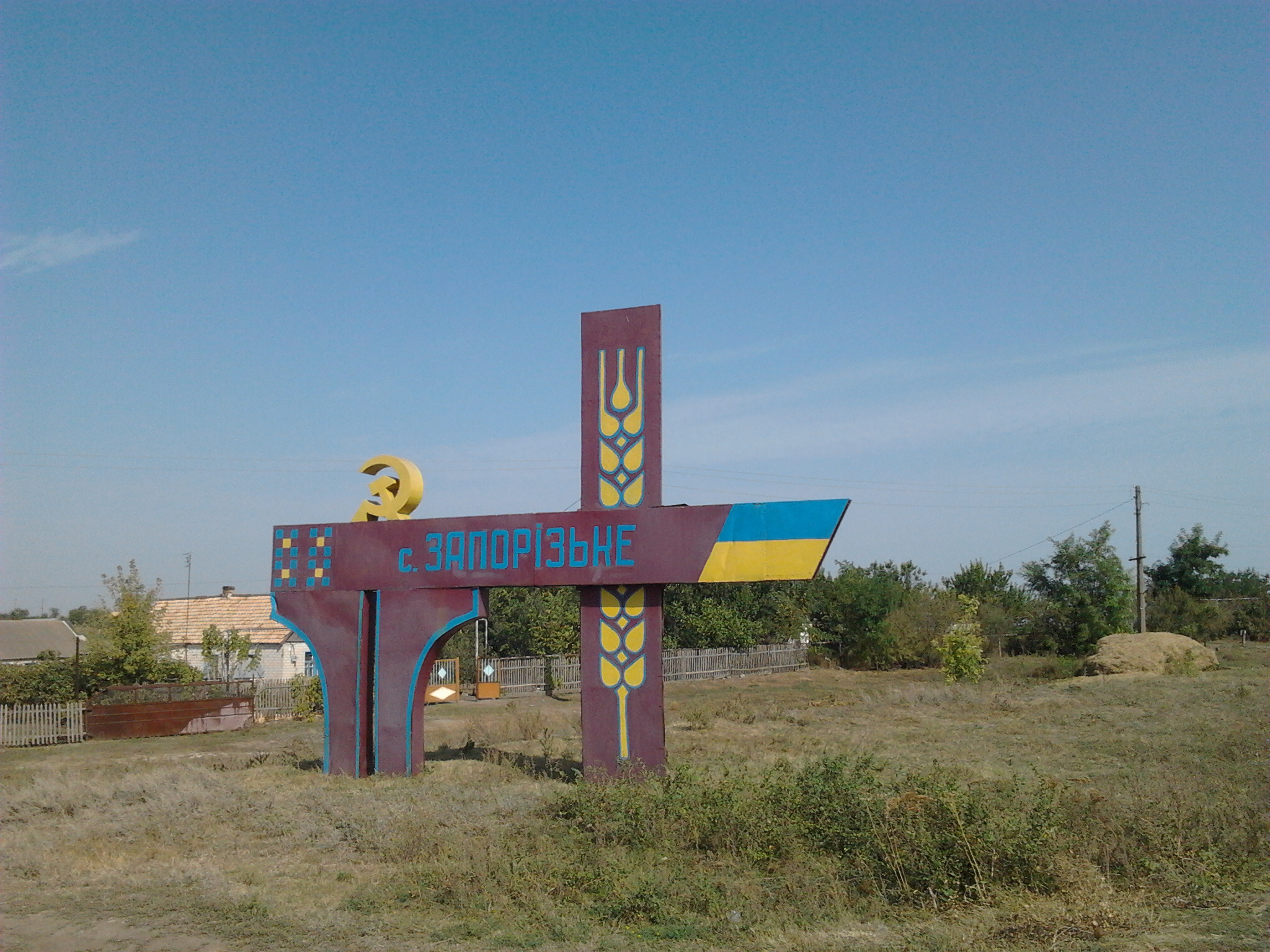
Blick auf das Dorf

## Geographie
Das Dorf liegt im Rajon Krywyj Rih in der Oblast Dnipropetrowsk am Fluss Kamjanka.

## Geschichte
1759 entstand der Ort als Ansiedlung von Kosaken. Die Ortsgründung fand 1786 statt, als Wassil Engelhardt ein Grundstück entlang des Flusses erhielt. Anfangs wohnten dort 17 Bauern. Der Sohn des Ortsgründers, General Wassil, erbte das Grundstück und baute 20 Höfe und 2 Mühlen. Später wurde der Ort umbenannt in Engelhard-Wassilewka (Энгельгард-Василевка) bzw. verkürzt Wassilewka. 1875 wurde aus Lehmziegeln eine Schule gebaut, die von der Kirche betrieben wurde, und zwar nur im Winter. 1885 wurde eine Holzkirche dort gebaut, wo jetzt eine Werkstatt ist. 1886 wohnten 364 Einwohner in dem Dorf. 1897 wohnten 1027 Einwohner in dem Dorf. 1908 wohnten 1399 Einwohner in dem Dorf.
Vor der Russischen Revolution 1917 gab es ca. 20 wohlhabende Familien, denen das Land gehörte, die anderen Einwohner besaßen kein Land. 1905 kam es zu einem Aufruhr dagegen, der aber niedergeschlagen wurde. 1918 wurde das sowjetische Regime in dem Dorf eingeführt. Ende der 1920er Jahre begann die Entkulakisierung der wohlhabenden Familien. In den 1930er Jahren gab es 2 bäuerliche Kollektive.
1941 wurde das Dorf von der Wehrmacht besetzt. Die Deutschen teilten die 2 Kollektive auf 10 Familien auf. Mehrere Jungen und Mädchen wurden als Ostarbeiter nach Deutschland verbracht. 1943 gab es Kämpfe um die Rückeroberung, wobei Tele der Hauptstraße abbrannten. Aus der Schule machte man ein Krankenhaus. Am 28. November 1943 wurde das Dorf von Infanteristen der Roten Armee befreit. Die örtlichen Kriegsgräber wurden 1945 in ein Massengrab umgebettet, das sich vor der Schule befindet. Es enthält die Überreste von hunderten von Soldaten und einer Dorfbewohnerin.
Nach dem Krieg wurden die 2 Kollektive wiederhergestellt. 1958 wurden sie vereinigt. 1967 wurden u. a. ein neuer Klub und ein Postbüro gebaut. 1964 wurde das Dorf als Reminiszenz für die Saporoger Kosaken umbenannt in den heutigen Namen. In den 1980er Jahren wurde das System der Wasserleitungen erheblich ausgebaut. 1992 wurde das erste private Gehöft etabliert.

## Verwaltungsgliederung
Am 18. August 2016 wurde das Dorf ein Teil der neugegründeten Siedlungsgemeinde Sofijiwka, bis dahin bildete es zusammen mit dem Dorf Bratske (Братське) die gleichnamige Landratsgemeinde Saporiske (Запорізька сільська рада/Saporiska silska rada) im Norden des Rajons Sofijiwka.
Am 17. Juli 2020 kam es im Zuge einer großen Rajonsreform zum Anschluss des Rajonsgebietes an den Rajon Krywyj Rih.